# Consonant bategant lateral alveolar sonora
La consonant bategant lateral alveolar sonora és un so de consonant poc comuna en les llengües parlades. El símbol de l'alfabet fonètic internacional és [ɺ] Aquest símbol representa una [r] allargada cap per avall. A l'API, la [r] representa una vibrant alveolar i la [ɹ] una aproximant alveolar sonora.

## Característiques
Aquestes són les característiques de la consonant bategant lateral alveolar sonora:
- El seu mode d'articulació és bategant, és a dir, és produïda contraient breument els músculs d'un punt d'articulació, sobre l'altre.
- El seu punt d'articulació és alveolar, és a dir, s'articula amb la punta (apical) o la làmina (laminal) de la llengua contra la cresta alveolar.
- La seva fonació és sonora, és a dir, les cordes vocals vibren durant l'articulació.
- És una consonant oral, és a dir, que l'aire només s'escapa per la boca.
- És una consonant lateral, és a dir, es produeix deixant passar l'aire per ambdós costats de la llengua, en lloc de fer-ho pel mig.
- El seu mecanisme de flux d'aire és egressiu pulmonar, és a dir, s'articula empenyent l'aire a través dels pulmons i a través del tracte vocal, en lloc de la glotis o la boca.

## En català
El català no posseeix [ɺ].

## En altres llengües
En japonès, la r al començament d'una paraula pot ser una bategant lateral. En altres casos, una consonant bategant alveolar sonora és més freqüent.
Aquesta consonant rarament es reporta, puix que els lingüistes de llengües europees sovint són incapaços de reconèixer-la. A més, la seva articulació sovint deixa dubtar entre a [ɾ] i a [l], que tenen el mateix punt d'articulació.